# Marco Valli
Marco Valli (* 29. Juni 1985 in Mailand) ist ein italienischer Politiker der MoVimento 5 Stelle.

## Leben
Valli ist seit 2014 Abgeordneter im Europäischen Parlament. Dort ist er Mitglied im Haushaltsausschuss, im Haushaltskontrollausschuss, im Ausschuss für Wirtschaft und Währung, in der Delegation für die Beziehungen zur Volksrepublik China und in der Delegation für die Beziehungen zu den Ländern Südasiens.